# Ngũ phúc
Ngũ Phúc là một từ nguyên ở trong thiên "Hồng Phạm" của Kinh Thư, (tức là bộ sách do Khổng tử và các đệ tử san định, sưu tập và dẫn giải 305 bài gồm phong dao bình dân (phong) cũng như những ca từ của giới quý tộc (nhã và tụng) của các nước nhỏ từ 2500 năm trước ở Trung Quốc) thì ngũ phúc gồm: thọ (sống lâu), phú (giàu có); khang ninh (yên lành); du hảo đức (có đức tốt); và khảo chung mệnh (thọ hết tuổi trời).
1. Trường thọ là không bị chết non, phúc thọ là lâu dài
2. Phú quý là tiền của rất nhiều, địa vị tôn quý.
3. Khang ninh là thân thể khoẻ mạnh, tâm hồn yên ổn.
4. Hiếu đức là tính lương thiện, nhân hậu, bình tĩnh.
5. Thiện chung là có thể tiên liệu thời kỳ chết của mình. Khi lâm chung không gặp tai họa, thân thể không đau đớn vì bệnh tật, trong lòng không vương vấn và phiền não, ôn hoà tự tại rời khỏi nhân gian.